# Freeman Wills Crofts
Freeman Wills Crofts (* 1. Juni 1879 in Dublin; † 11. April 1957 in Worthing, West Sussex) war ein irischer Schriftsteller.
Crofts war der Sohn des Sanitätsoffiziers Freeman Wills Crofts (Army Medical Service) und dessen Ehefrau Celia Frances Wise. Sein Vater starb noch vor seiner Geburt und seine Mutter heiratete 1882 den Prediger Jonathan Harding. Die Familie ließ sich in Belfast nieder, wo Crofts von 1891 bis 1894 das Methodist College besuchte. Anschließend beendete er dort auch erfolgreich seine Schulzeit am Campbell College.
1896 kam Crofts zu seinem Onkel, dem Chefingenieur der Belfast & Northern Countries Railway Berkbaeley Deane Wise, der ihn förderte und  ihm dieselbe Ausbildung zukommen ließ. Bereits drei Jahre später war Crofts als Hilfsingenieur an der Errichtung der Londonderry & Strabane Railway beteiligt. 1890 fand Crofts als leitender Ingenieur bei der Coleraine, Belfast & Northern Counties Railway eine Anstellung.
Am 12. September 1912 heiratete Crofts Mary Bellas Canning, eine Tochter des Bankiers John Canning. Die Ehe blieb kinderlos. Neben seinem Beruf war Crofts begeisterter Organist und Leiter eines Kirchenchores. Als Crofts 1919 erkrankte, empfahl ihm sein Hausarzt Adam Mathers Schreiben als Ablenkung. Aus ersten dilettierenden Versuchen entstand daraufhin The Cask (dt. „Die Frau in dem Fass“).
Durch den überwältigenden Erfolg seines Debüts ermutigt, begann Crofts sich nun ernsthaft mit der Literatur und dem Schreiben auseinanderzusetzen. Das Publikum war vom ersten Werk an begeistert und auch die Literaturkritik fand fast nur lobende Worte; der Schriftsteller Julian Symons lehnte Crofts literarisches Schaffen ab, aber andere Kollegen, wie Raymond Chandler, bewunderten ihn. Agatha Christie parodierte Crofts Romanfigur „Inspektor French“ 1929 in ihrem Werk „Partners in Crime“ (Die Büchse der Pandora).
1929 gab Crofts seinen Beruf als Ingenieur auf und widmete sich nur noch dem Schreiben. Dazu ließ er sich zusammen mit seiner Frau in Blackheath in der Nähe von Guilford (Surrey) nieder. 1930 wurde Crofts als aktives Mitglied des Detection Clubs und damit Vereinskollege u. a. von Agatha Christie und Dorothy L. Sayers. 1939 wurde er von der Royal Society of Arts aufgenommen.
Zwischen 1943 und 1945 schrieb Crofts für die BBC 23 Stücke von jeweils 30 Minuten, welche 1947 geschlossen unter dem Titel Murderers make mistakes veröffentlicht wurden. 1953 ließ sich Crofts mit seiner Frau in dem Küstenort Worthing in West Sussex nieder, wo dann auch sein letztes Werk Anything to declare? entstand. Dort starb er im Alter von 77 Jahren am 11. April 1957.
Crofts' literarisches Werk besteht fast ausschließlich aus Kriminalromanen. Ausnahmen davon sind nur das Kinderbuch Young Robin Brand, das 1947 entstand, und sein 1949 publiziertes Werk The Four Gospels in One Story, Written as a Modern Biography.

## Werke
- Affair at Little Wokeham. 1943
- Antidote to Venom. 1938
- Anything to Declare? 1957
- The Box Office Murders. 1928
- Crime at Guildford. 1935; dt. Das Verbrechen von Guildford, Heyne, München 1977, ISBN 3-453-10341-6.
- Death of a Train Penguin, London 1953
- Death on the Way. 1932
- Doppelter Mord. Heyne, München 1988, ISBN 3-453-02685-3 (zusammen mit Valentine Williams)
- The End of Andrew Harrison 1938
- Enemy Unseen. Hodder & Stoughton, London 1952
- Es war Mord. Kriminalroman („The Groote Park Murder“). Desch, München 1960
- Fear Comes to Chalfont. 1942
- The Four Gospels in One Story, Written in a Modern Biography. 1949
- French Strikes Oil. 1952
- Found Floating. 1937
- Die Frau im Faß. Ein klassischer Kriminalroman („The Cask“). Heyne, München 1974, ISBN 3-453-10168-5.
- Der geheimnisvolle Brief. Ein klassischer Kriminalroman aus dem Jahr 1926 („Inspector French and the Cheyne Mystery“). Heyne, München 1985, ISBN 3-453-10758-6.
- Golden Ashes. Penguin Books, Harmondsworth 1959
- The Hog's Back Mystery. 1933
- Inspektor French greift ein. Detektiv-Roman („Sudden Death“). Aufwärts-Verlag, Berlin 1936
- Inspektor Frenchs schwierigster Fall. Ein klassischer Kriminalroman aus dem Jahre 1925 („Inspector French's Greatest Case“). Heyne, München 1984, ISBN 3-453-10673-3.
- James Tarrant, Adventurer. 1941
- John Woo's Maddog 1945
- The Losing Game. 1941
- The Loss of the Jane Vosper. 1936
- Man Overboard! 1936
- Murders Make Mistakes. 1947
- Mystery in the Channel. 1931
- Mystery on Southampton Water. 1934
- The Pit Prop Syndicate. Collins, London 1966
- The Ponson Case. Collins, London 1928
- Das schwarzweiße Loch im Alibi. Ein klassischer Kriminalroman aus dem Jahr 1939 („Fatal Venture“). Heyne, München 1979, ISBN 3-453-10439-8
- The Sea Mystery. An Inspector French Case. Penguin Books, Harmondsworth 1959
- Silence for the Murderer. 1949
- Sir John Magill's Last Journey. 1928
- Die Tragödie von Starvel. Kriminalroman („Inspector French and the Starvel Tragedy“). Oldenburg Verlag, Leipzig 1930
- The 12.30 from Croydon. Penguin Books, Harmondsworth 1960 (US-Ausg. „Wilful and Premeditated“)
- Young Robin Brand. 1947